# Ficus hotteana
Ficus hotteana là một loài thực vật có hoa trong họ Moraceae. Loài này được Ekman ex Rossbach mô tả khoa học đầu tiên năm 1935.